# 索罗卡医院
索罗卡医院或称为索罗卡医疗中心，全称索罗卡大学医疗中心（希伯來語：המרכז הרפואי סורוקה）是以色列贝尔谢巴的一家医院。